# Roggendorf (Mecklenburg)
Roggendorf is een gemeente in de Duitse deelstaat Mecklenburg-Voor-Pommeren, en maakt deel uit van het Landkreis Nordwestmecklenburg.
Roggendorf telt 979 inwoners.

## Indeling van de gemeente
Tot de gemeente behoren de volgende dorpen en gehuchten:
- Roggendorf
- Breesen (N)
- Klein Salitz (Z)
- Groß Thurow (W; aan het meer Goldensee in het noorden van het natuurgebied Biosphären-Reservat Schaalsee)
- Klein Thurow (tussen Groß Thurow en Roggendorf in)
- Neu Thurow, verspreide bebouwing langs de B 208, ten O van Groß Thurow
- Marienthal (ZW).

De aanduiding tussen haakjes heeft betrekking op de ligging t.o.v. het dorp Roggendorf; W = ten westen , O = ten oosten van Roggendorf, enzovoort.

## Geografie
Roggendorf ligt 7 km ten westen van Gadebusch, waar het bestuur van het Amt Gadebusch is gevestigd, en waar het dichtstbijzijnde spoorwegstation zich bevindt.
Roggendorf ligt aan de Bundesstraße 208, en niet ver ten noordoosten van de toeristisch aantrekkelijke Schaalsee.

## Economie
Belangrijkste middelen van bestaan zijn het toerisme, vanwege de mooie omgeving, en de landbouw. In de gemeente bevindt zich een kleine fabriek van aanhangwagens voor achter auto's.
Het herenhuis Schloss Roggendorf, overblijfsel van een reeds in de 14e eeuw vermeld landgoed, van waaruit eeuwenlang leden van steeds andere adellijke geslachten namens de landheer de omgeving bestuurden, herbergt de grootste werkgever van de gemeente, het beroepsopleidingsinstituut Bildungszentrum Nordost. Het fraaie park eromheen is vrij toegankelijk.

## Geschiedenis
Roggendorf wordt in 1194 als Rotgentorp voor het eerst in een document vermeld.  Het heeft vanaf de 11e eeuw steeds gelegen in het grensgebied tussen Ratzeburg en Mecklenburg.
Reeds omstreeks 1200 werd de (sedert de Reformatie in de 16e eeuw evangelisch-lutherse) dorpskerk van Roggendorf gebouwd. In 1407 werd het godshuis vervangen door het huidige gebouw. De doopvont in de kerk dateert van omstreeks 1610. De houten kerktoren dateert van het eind van de 17e eeuw. De kerk heeft een opvallend kleurrijk en bezienswaardig interieur.
In 1369 leverden troepen van hertog Albrecht II van Mecklenburg-Schwerin bij Roggendorf slag met die van Magnus II van Brunswijk; die van Albrecht II wonnen de slag. 

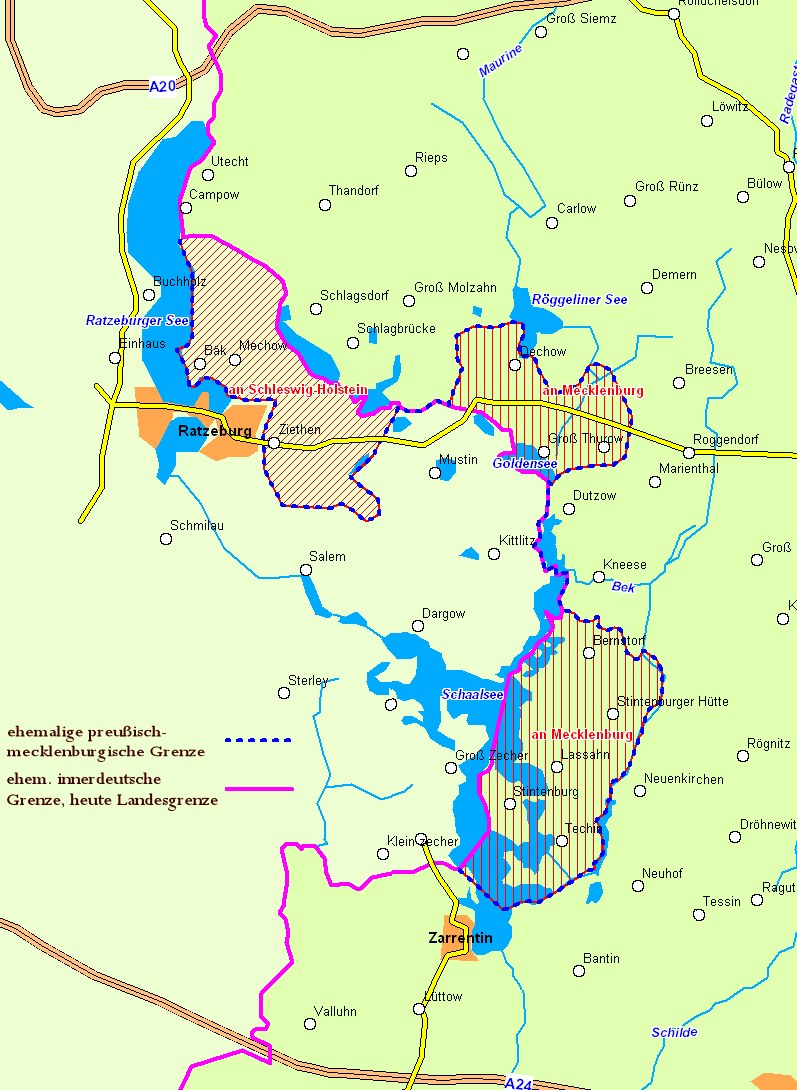
Gebiedsruil Mecklenburg en Sleeswijk-Holstein 13 november 1945

Na de Tweede Wereldoorlog, op 13 november 1945, werd tussen de Britse en Sovjet-Russische bezettingsmachten in Duitsland een grenscorrectie overeengekomen (zie bovenstaande kaart). Dit Barber-Ljasjtsjenko-akkoord had tot gevolg, dat enkele dorpen ten oosten van Ratzeburg van Mecklenburg-Voor-Pommeren naar Sleeswijk-Holstein overgingen; met onder andere Groß Thurow, nu gemeente Roggendorf, gebeurde het omgekeerde, zodat deze gebieden tussen 1949 en 1990 deel gingen uitmaken van de DDR. 
Andere belangrijke historische feiten m.b.t. het in dit artikel beschreven gebied zijn niet overgeleverd.

## Afbeeldingen

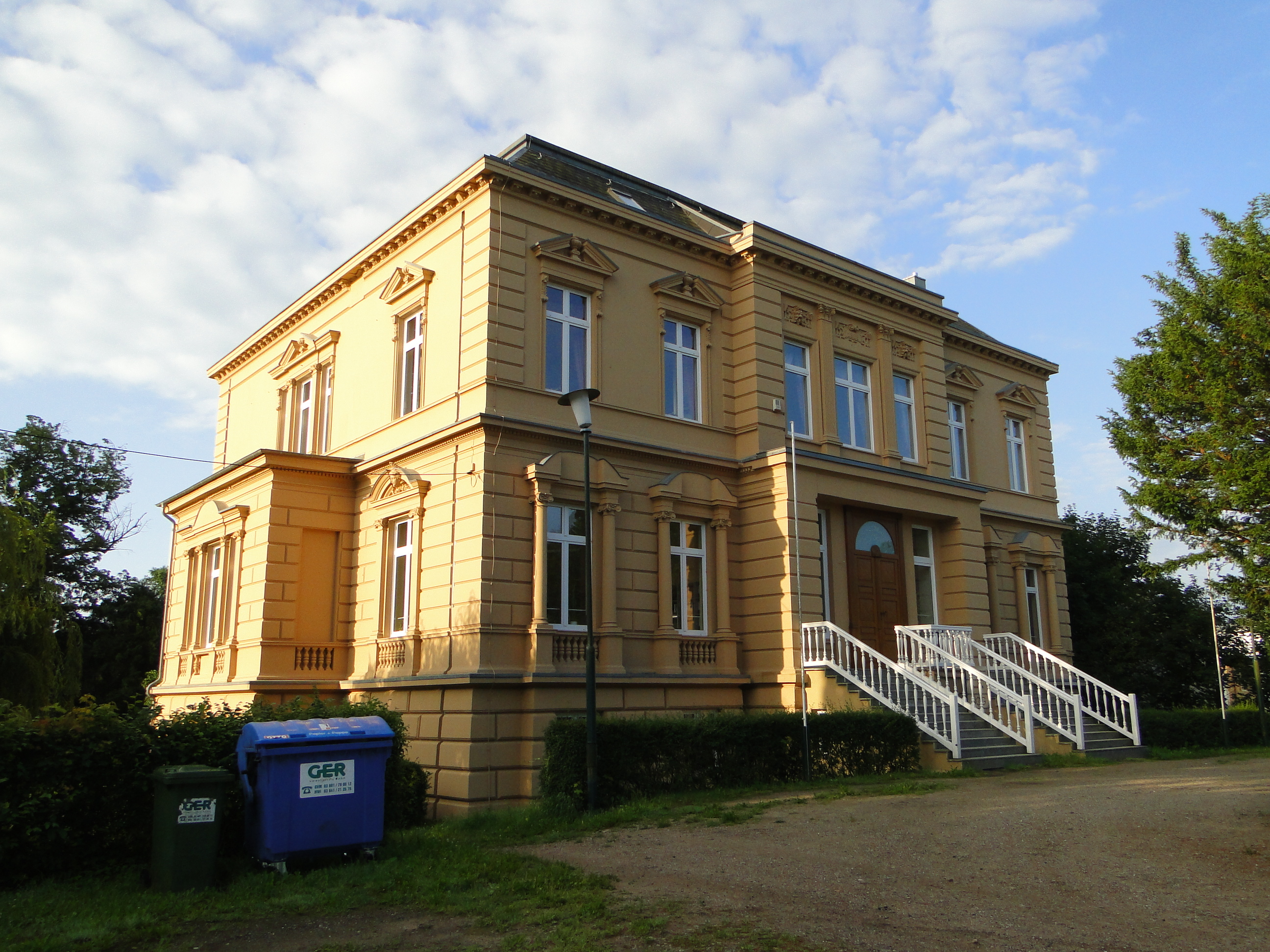
Herenhuis in Roggendorf (1886)
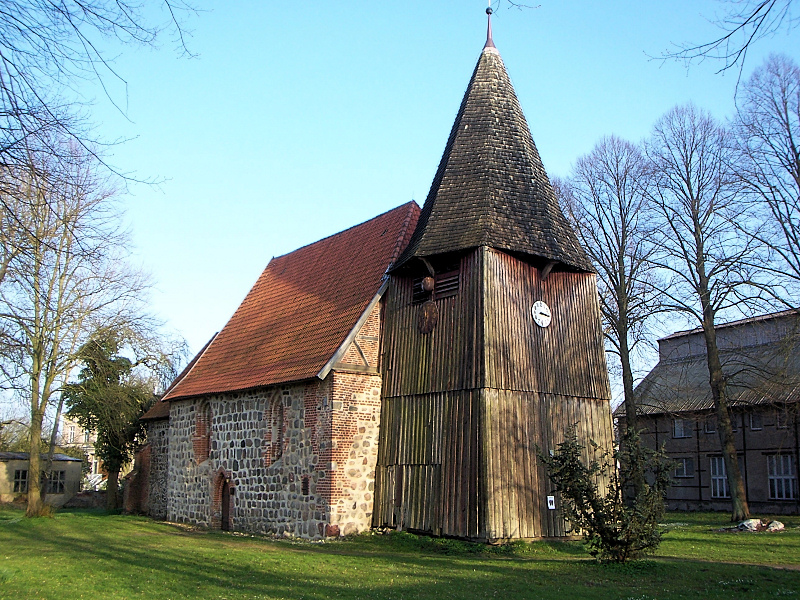
Dorpskerk in Roggendorf (1)
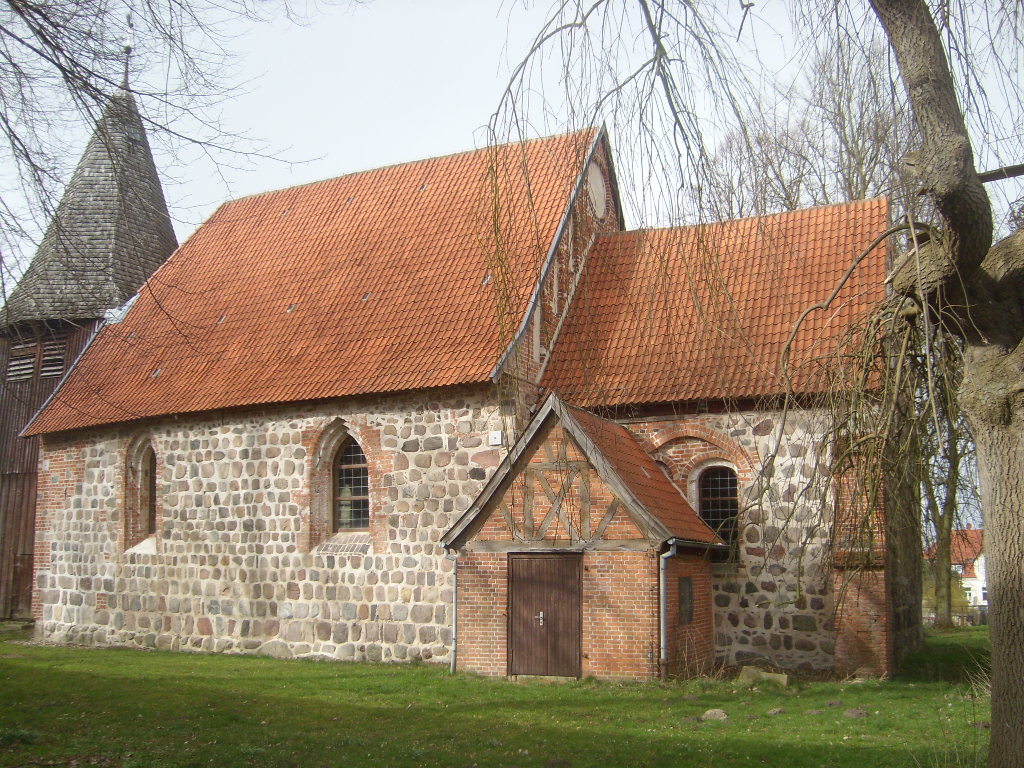
Dorpskerk in Roggendorf (2)